# Хаммерфест
Ха́ммерфест (норв. Hammerfest, сев.‑саам. Hámmárfeasta) — город и коммуна на севере Норвегии, в фюльке Финнмарк. Самый северный город Европы (не считая Хоннингсвога, который также претендует на этот статус).
Полярная ночь наблюдается в Хаммерфесте с середины ноября по конец января.
Близ Хаммерфеста находится крупное газовое месторождение Снёвит (оператор — компания Statoil).
1 июля 1869 года из этой коммуны выделили коммуну Квалсунн, а 1 января 2020 присоединили обратно.

## Достопримечательности

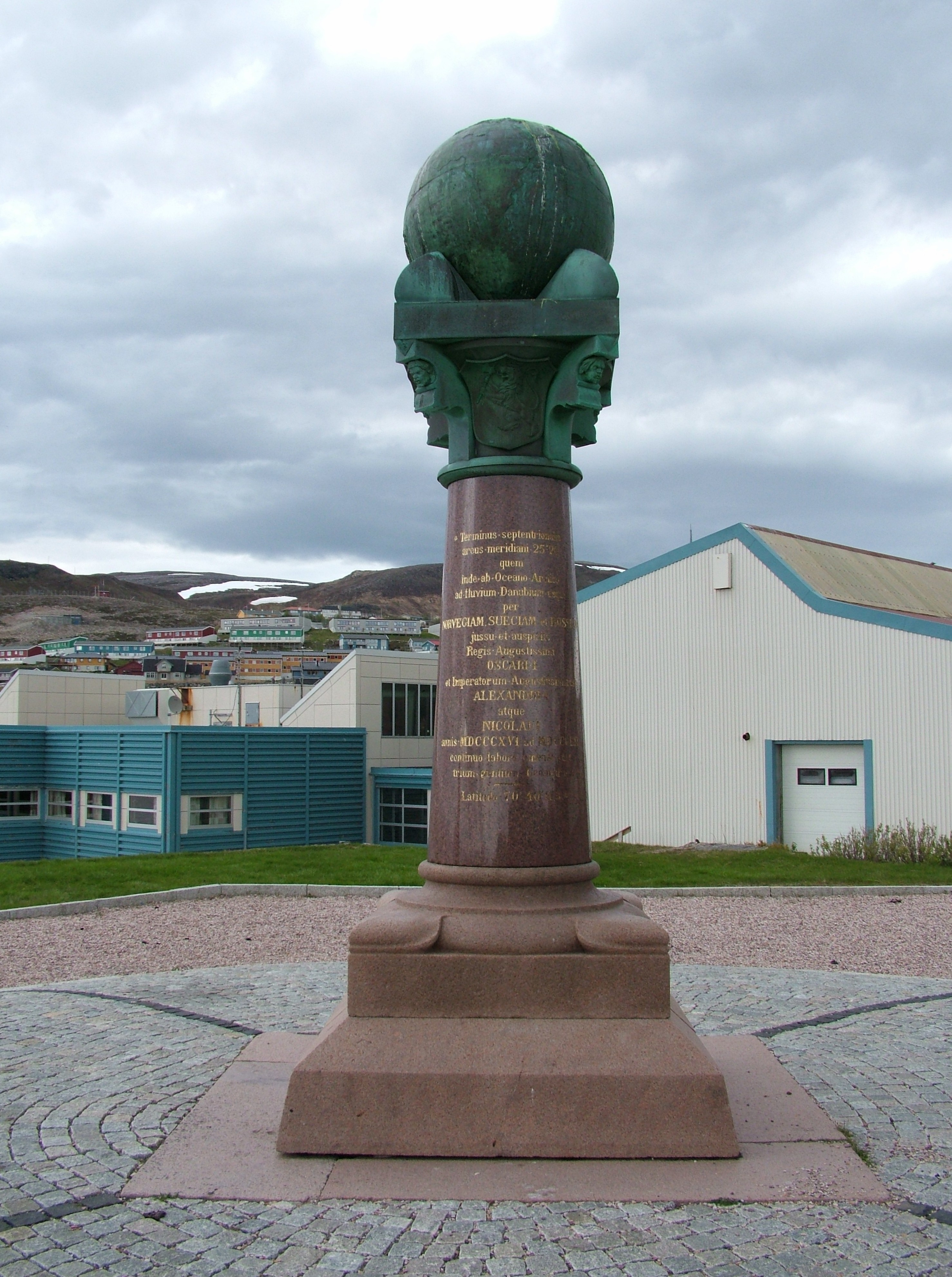
Самый северный триангуляционный пункт Дуги Струве

В городе расположены «Музей полярных медведей», разместившийся в городской ратуше, и «Музей послевоенного восстановления северонорвежских городов». За год городскую черту Хаммерфеста пересекают 2500-3500 северных оленей. Интересна Церковь Хаммерфеста, построенная в 1961 году архитектором Хансом Магнусом в стиле модернизма.
В апреле 2019 года к берегам Хаммерфеста приплыла белуха, которую в будущем прозвали Хвалдимиром. Кита заподозрили в шпионаже в пользу России. Существуют разные теории его происхождения.

## Хаммерфест в культуре
Городу посвящена известная картина русского художника Константина Коровина (1861—1939) «Геммерфест. Северное сияние» (написана в 1894—1895 годах) из собрания Государственной Третьяковской галереи.

## Города-побратимы
- Анкоридж (Аляска), США
- Икаст, Дания
- Питерсберг (Аляска), США
- Торнио, Финляндия
- Треллеборг, Швеция
- Ушуая, Аргентина
- Кола[5], Россия